# Очковый пингвин
Очковый пингвин, или африканский пингви́н, или ослиный пингви́н, или черноногий пингви́н (лат. Spheniscus demersus) — вид пингвинов из рода очковых пингвинов. Как любой из пингвинов, очковый пингвин не умеет летать.

## Внешний вид
Самый крупный из очковых пингвинов. Он достигает 65—70 см роста и массы 3—5 кг. Раскраска, как у большинства пингвинов, чёрная сзади, белая спереди. На груди вплоть до лап расположена узкая чёрная полоса в виде подковы.

## Распространение
Ареал — побережье ЮАР и Намибии и близлежащие острова в районе холодного Бенгельского течения. Живёт колониями. В 1900-е годы популяция оценивалась не менее 2 млн особей, в 2015 популяция оценивалась в 140—180 тыс. особей. В 2019 году общая численность популяции достигла своего исторического минимума - около 20 850 пар.

## Образ жизни
Пингвины в воде могут развивать скорость до 20 км/ч, нырять глубже 100 м и задерживать дыхание на 2—3 минуты. В течение кормёжки могут проплывать 70—120 км в океане. Африканский пингвин, сбежавший во время наводнения в Тбилиси 2015 года из местного зоопарка, проплыл 60 км. Питаются в основном мелкой рыбой (мальками сельди, анчоусов, сардин и др.). Основные враги — человек, акулы, чайки (для птенцов), морские котики (как конкурент за добычу и как хищник) и одичавшие кошки (для птенцов и яиц в некоторых колониях).
Крики пингвинов напоминают ослиные. Живёт пингвин 10—12 лет, самки обычно начинают давать потомство в 4—5 лет. Кладка состоит из двух яиц, которые насиживают оба родителя по очереди около 40 дней. Яйца уникальны тем, что их невозможно сварить вкрутую. Птенцы покрыты буровато-серым пухом, позже — с голубоватым оттенком. Сезон размножения чётко не выражен, меняется в зависимости от места.

## Причины исчезновения и охрана
Вид занесён в Красную книгу МСОП в статусе «Находящийся на грани полного исчезновения» (Critically Endangered). Численность пингвинов резко сократилась в начале XX века в результате активного сбора яиц. Так, например, на острове Дассен в 1920-х годах гнездилось примерно 1,5 млн птиц. За период с 1900 по 1930 годы собирали по 450 тысяч яиц в год, причём в 1919 году было собрано рекордное количество — 600 тысяч яиц. В 1950-х годах собирали по 100 тысяч яиц в год, но уже в 1956 году численность африканских пингвинов насчитывала всего 145 тысяч особей, а в 1978 году — 22,4 тысячи. Очковый пингвин занесён в Красную книгу ЮАР.

## Галерея

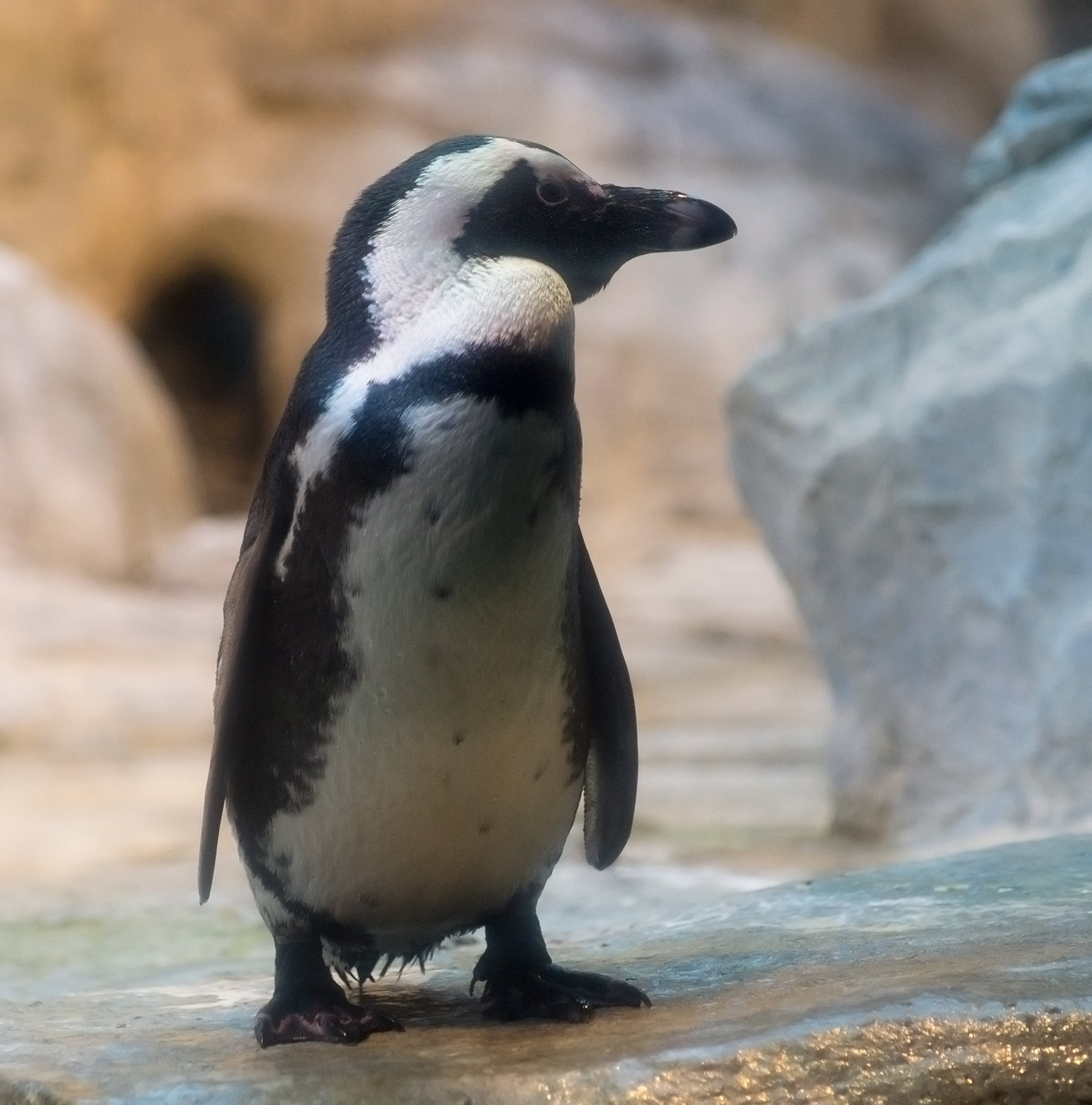
Очковый пингвин в Московском зоопарке
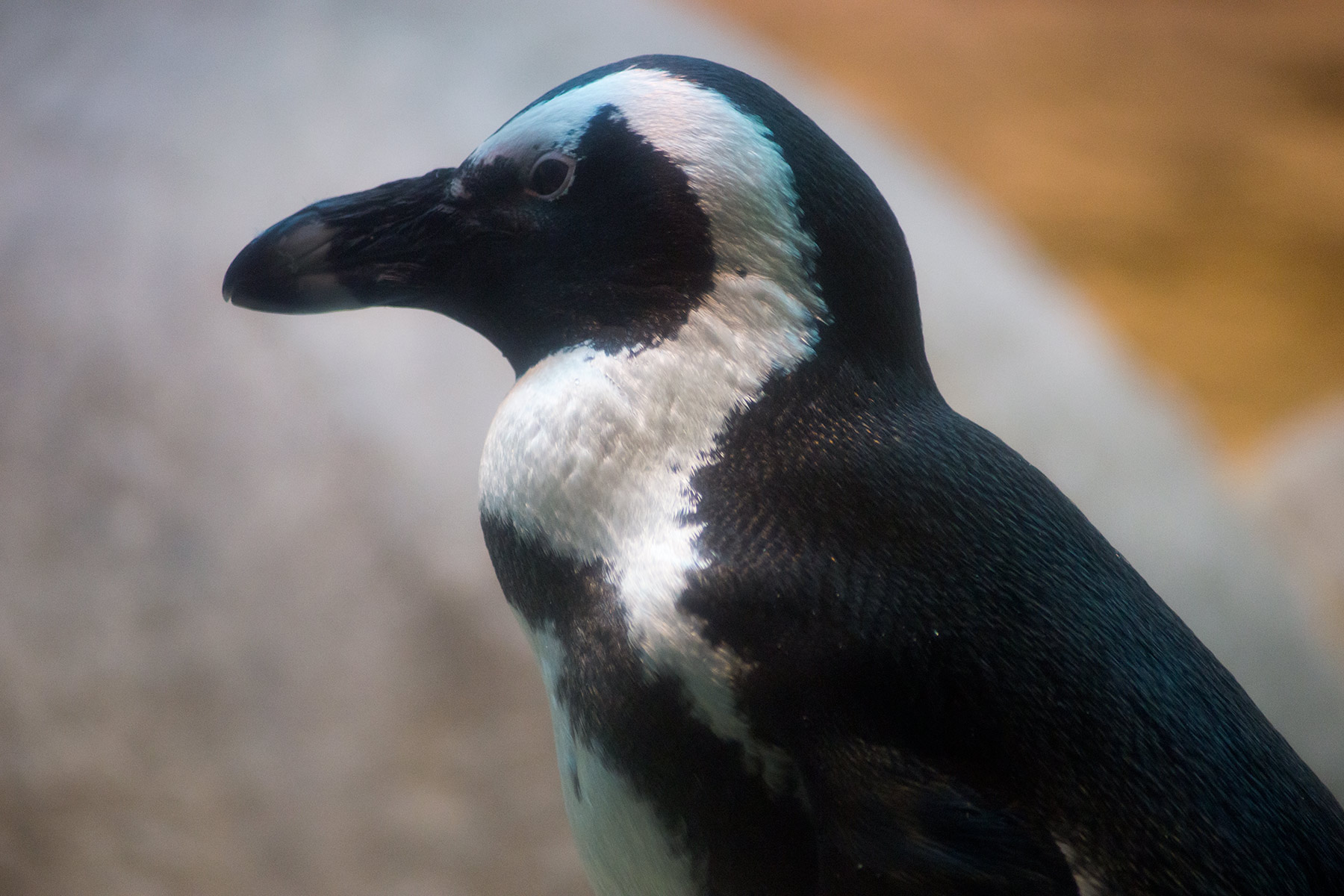
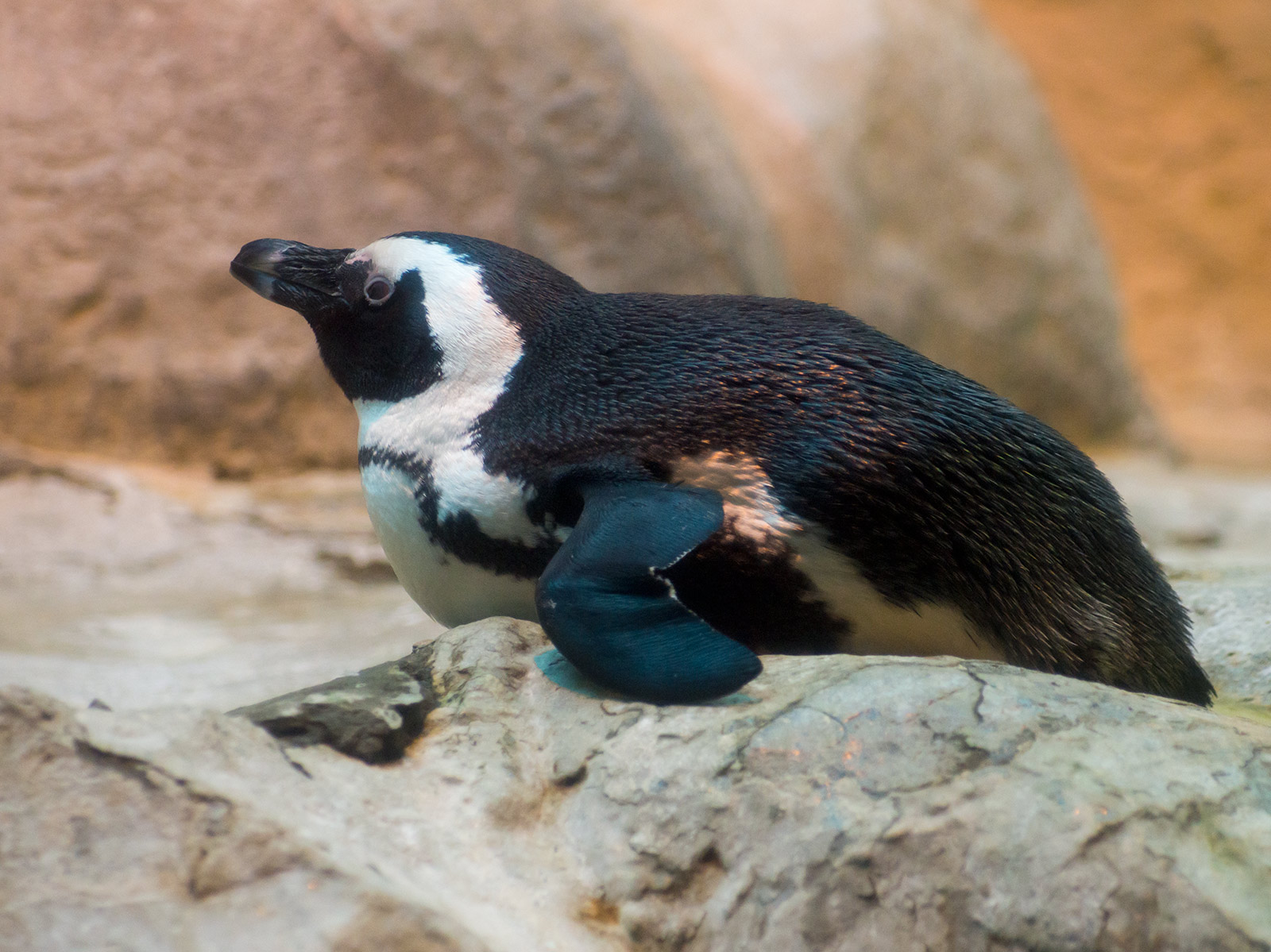
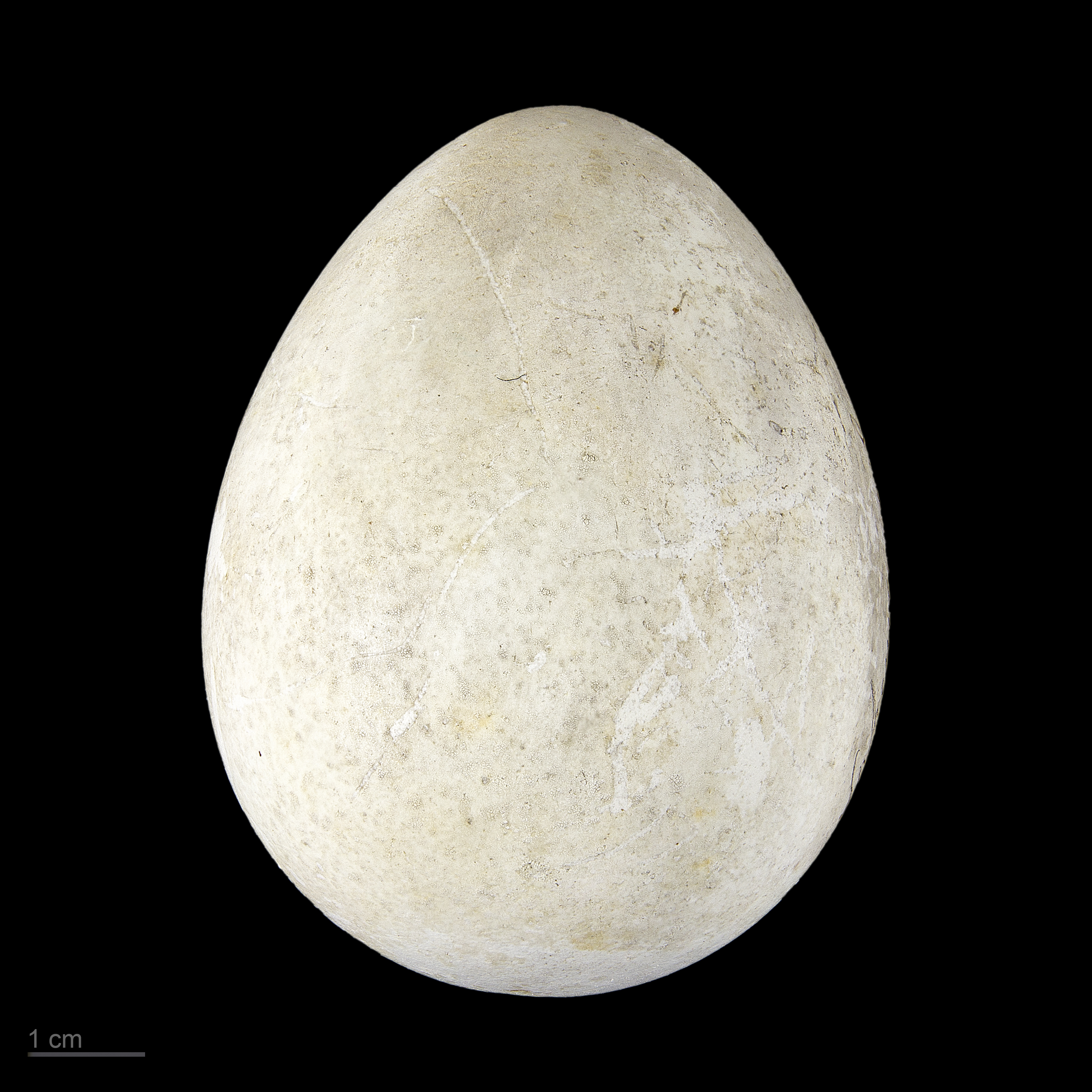
Яйцо очкового пингвина — Тулузский музей